# سد مخزنی کسیلیان
سد مخزنی کسیلیان سدی در دست طراحی و ساخت از نوع سنگریزه ای با رویه بتنی بر روی رودخانه کسیلیان است که در منطقه سوادکوه استان مازندران قرار دارد. هدف از طراحی ساخت این سد کاهش استفاده از آب‌های زیرزمینی برای مصارف شرب و کشاورزی در شهرستان‌های قائمشهر، سیمرغ، جویبار و سوادکوه با استفاده از آب ذخیره شده در مخزن این سد بوده است. آورد آب رودخانه کسیلیان در محل سد کسیلیان سالانه در حدود ۲۵۰ میلیون متر مکعب است و حجم مخزن طرح ۱۲۰ میلیون متر مکعب می‌باشد.
بر اساس طرح شرکت آب منطقه‌ای استان مازندران برای این سد که به سازمان حفاظت محیط زیست ارائه شد، ۹ نقطه برای ساخت این سد پیشنهاد شد بود که کمیته فنی سازمان جنگل‌ها و مراتع در سال ۱۳۹۱ بعد از بررسی‌های لازم، از میان گزینه‌ها مکان فعلی را برای ساخت سد مناسب دانست.

## اهداف و دلایل احداث
در حال حاضر اکثر آب شرب مصرفی در استان مازندران (۸۸٪) از آب‌های زیرزمینی و ۷۴۰ حلقه چاه احداث شده برای این منظور تأمین می‌شود و برداشت گسترده از آب زیرزمینی برای شرب و کشاورزی باعث کاهش ارتفاع آب‌های زیر زمینی در این استان شده است. به گفته محمد ابراهیم یخکشی، مدیرعامل شرکت آب منطقه‌ای مازندران، کاهش آب زیرزمینی در این استان موجب کاهش کیفیت آب چاه‌های شرب و کشاورزی، فرونشست زمین و حتی بروز برخی بیماری‌های گوارشی در نتیجه مصرف آب این چاه‌ها در برخی مناطق استان شده است. همچنین به دلیل سواحل طولانی استان با دریا، کاهش آب زیر زمینی خطر نفوذ آب شور دریا به سفره‌های آب زیرزمینی را به وجود آورده است و دلیل اصلی این وضعیت نیز سهم پایین مهار و استفاده از آب‌های سطحی است. وی گفت که «در حالی که میانگین مهار آب‌های سطحی در کشور حدود ۵۰ درصد است، در مازندران فقط امکان مهار ۱۰ درصد از آب‌های سطحی را داریم.»

### طرح جامع کاهش استفاده از آب زیرزمینی در مازندران
مدیرعامل شرکت آب منطقه‌ای مازندران بیان کرد: برای رفع این مشکل و جبران این عقب‌ماندگی، طبق طرح جامعی که شرکت آب‌منطقه‌ای مازندران (برای کاهش استفاده از آبهای زیر زمینی) تهیه کرده، باید تأمین آب آشامیدنی استان از آب‌های سطحی انجام شود و برای این منظور باید تا سال ۱۴۲۵، ۹ مجتمع آب‌رسانی شهری و روستایی (از آب‌های سطحی) ایجاد شود.
سد مخزنی کسیلیان بخشی از طرح جامع شرکت آب منطقه‌ای استان مازندران برای کاهش سهم آب‌های زیرزمینی از کل آب مصرفی در استان و تأمین آب آشامیدنی شهرستان‌های قائمشهر، سیمرغ، جویبار و سوادکوه و روستاهای تابعه از مخزن این سد است. در این طرح استان مازندران به ۹ بخش (زون) تقسیم شده و با ساخت زیرساخت‌های آبرسانی در قالب ۹ مجتمع آب‌رسانی، آب‌رسانی به مصارف شرب، صنعتی و کشاورزی از محل روان‌آب‌ها (۷ مخزن سد) انجام می‌شود. بخش یا زون ۵ در این طرح شامل ساخت سد مخزنی کسیلیان و آب رسانی به شهرستان‌های قائمشهر، سیمرغ، جویبار و سوادکوه و روستاهای تابعه است.
مدیر عامل آبفای استان مازندران نیز بیان کرد که: زیرساخت‌های (تأمین آب) استان مازندران برای ۳ میلیون نفر جمعیت ایجاد شده است و اگر بناست که میزبان خوبی برای مردم ایران باشیم باید زیرساخت‌ها را بهبود ببخشیم. وی بیان کرد که: برای این منظور نیاز است به سمت استفاده بیشتر از آب‌های سطحی و احداث سدهای جدید برویم.

## مخالف‌ها با احداث سد
علت اصلی مخالفت با احداث این سد تخریب کلی یا جزئی ۲۰۰ جنگل‌های از جنگ‌های هیرکانی واقع در دریاچه سد کسیلیان است.
سازمان جنگل‌ها و مراتع در تاریخ یک آذر ۱۳۹۱ کمیته فنی برای بررسی تبعات ساخت این سد انجام داد که این کمیته بر اساس ۳ ایرادی که به ساخت سد گرفتند، با ساخت آن مخالفت کردند. مدیرعامل شرکت آب منطقه‌ای مازندران بیان کرده که مذاکراتی که با سازمان حفاظت محیط زیست و سازمان جنگل‌ها انجام شده، سعی شده با کاهش حجم مخزن ۱۲۰ میلیون متر مکعبی سد کسیلیان، مساحتی از جنگل که به زیر آب می‌رود کاهش یابد و از آنجا که قانون تکلیف کرده که در ازای زیر آب رفتن هر مقدار از جنگل و درختان مقدار بیشتری جنگل‌کاری انجام شود، بدین منظور شرکت آب‌منطقه‌ای متعهد شده که ۱۰ برابر سطح خسارت را با نظر سازمان جنگل‌ها جنگل‌کاری کرده و طی ۷ سال نگهداری کرده و تحویل دهد.

## گالری تصاویر
.